# Eriococcus elaeocarpi
Eriococcus elaeocarpi är en insektsart som beskrevs av James Mather Hoy 1962. Eriococcus elaeocarpi ingår i släktet Eriococcus och familjen filtsköldlöss. Inga underarter finns listade i Catalogue of Life.